# Воздушный авианосец

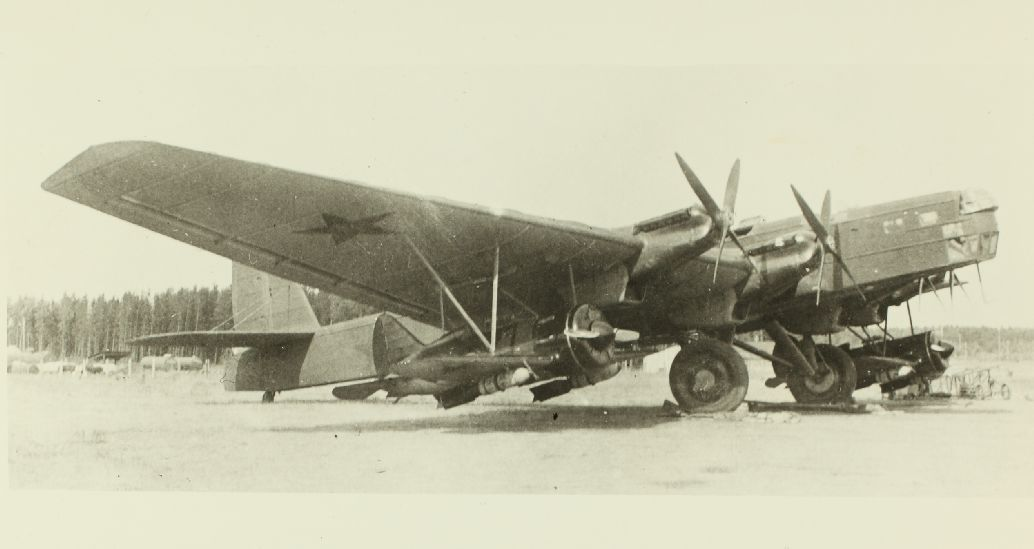
«Летающий авианосец» ТБ-3-4АМ-34ФРН с истребителями И-16 под крылом.

Воздушный авианосец (в литературе встречаются другие названия — летающий авианосец, авиаматка) — воздушное судно, несущее на себе (внутри — на борту, либо снаружи — на внешней подвеске) другие летательные аппараты.
Данная система считались перспективным направлением до появления самолётов-топливозаправщиков, после появления которых все дальнейшие разработки летающих авианосцев были прекращены в связи с доказанной эффективностью самолётов-топливозаправщиков в операциях. В настоящее время идёт неявное возрождение летающих авианосцев в качестве первой ступени для суборбитальных кораблей типа SpaceShipOne или в качестве платформы для БПЛА.
Истребитель-паразит — сверхмалый истребитель специальной конструкции, предназначенный для крепления вместо авиационной бомбы в некоторых проектах летающих авианосцев.

## История создания

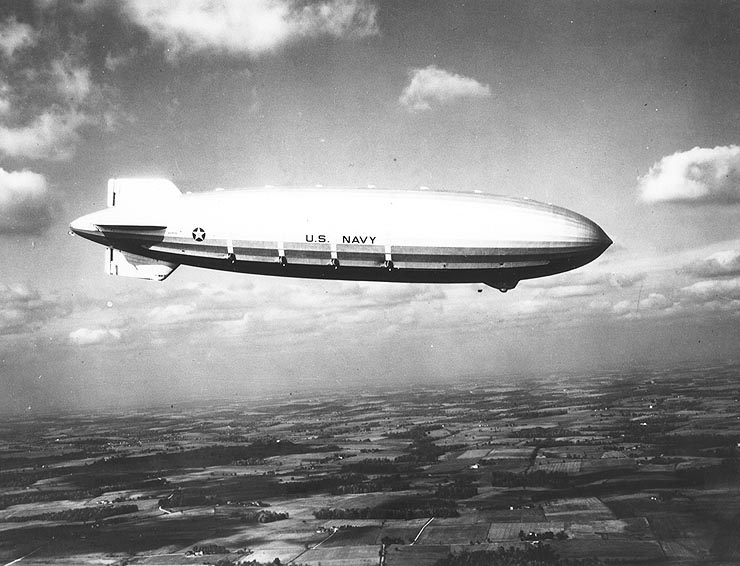
Летающий авианосец USS Akron

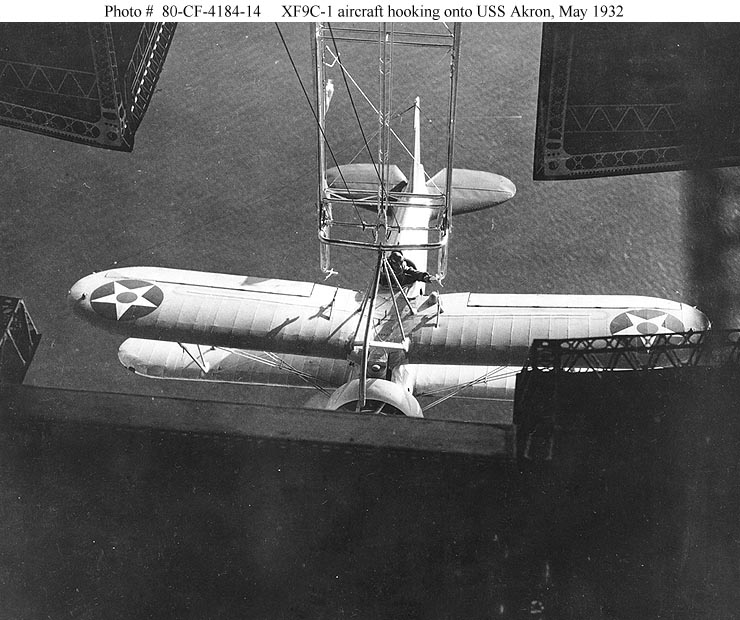
Истребитель Curtiss XF9C-1 Sparrowhawk в момент стыковки с авианесущим дирижаблем USS Akron

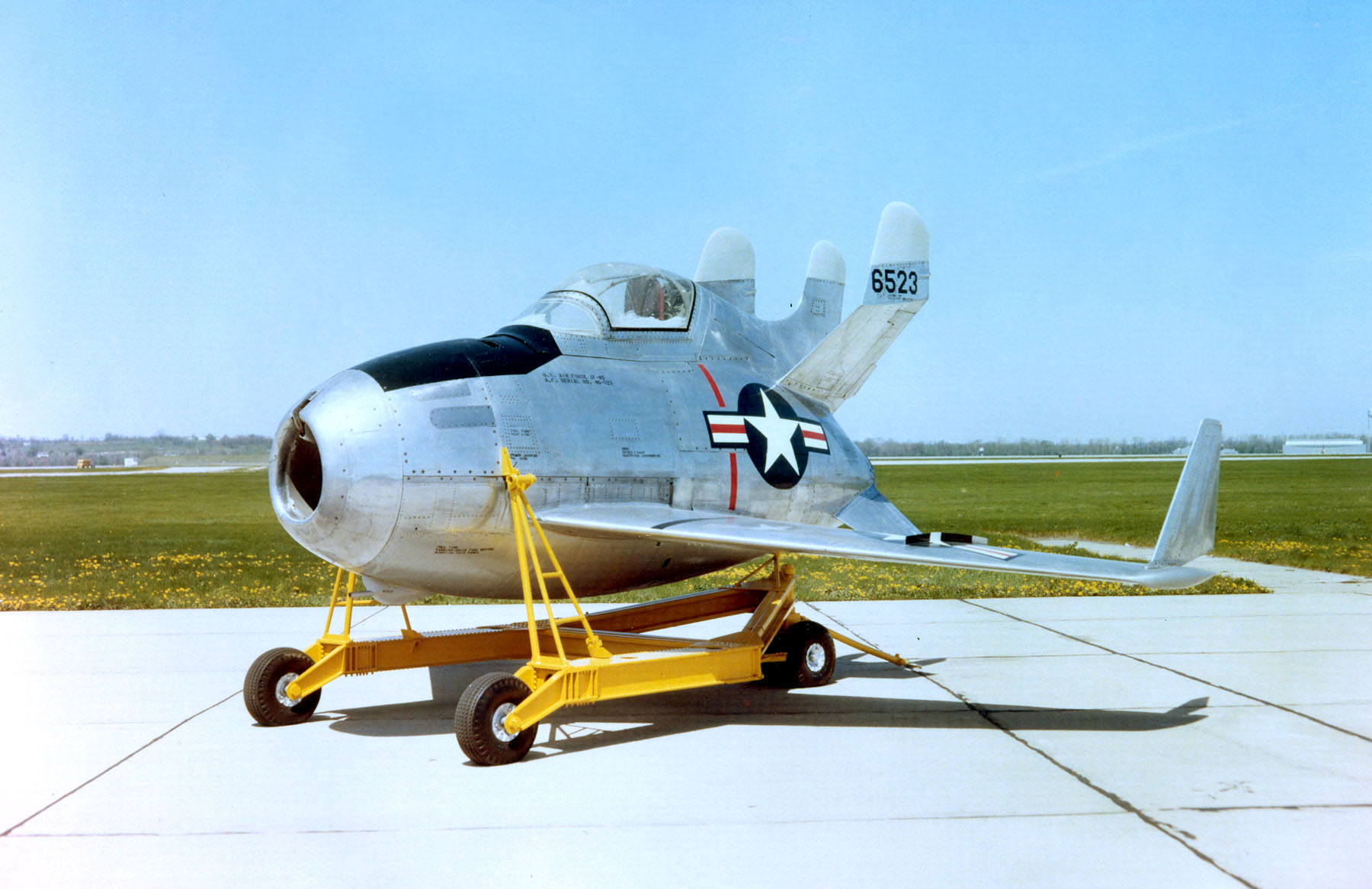
Истребитель-паразит XF-85 Goblin спроектированный специально для базирования на бомбардировщиках Convair B-36

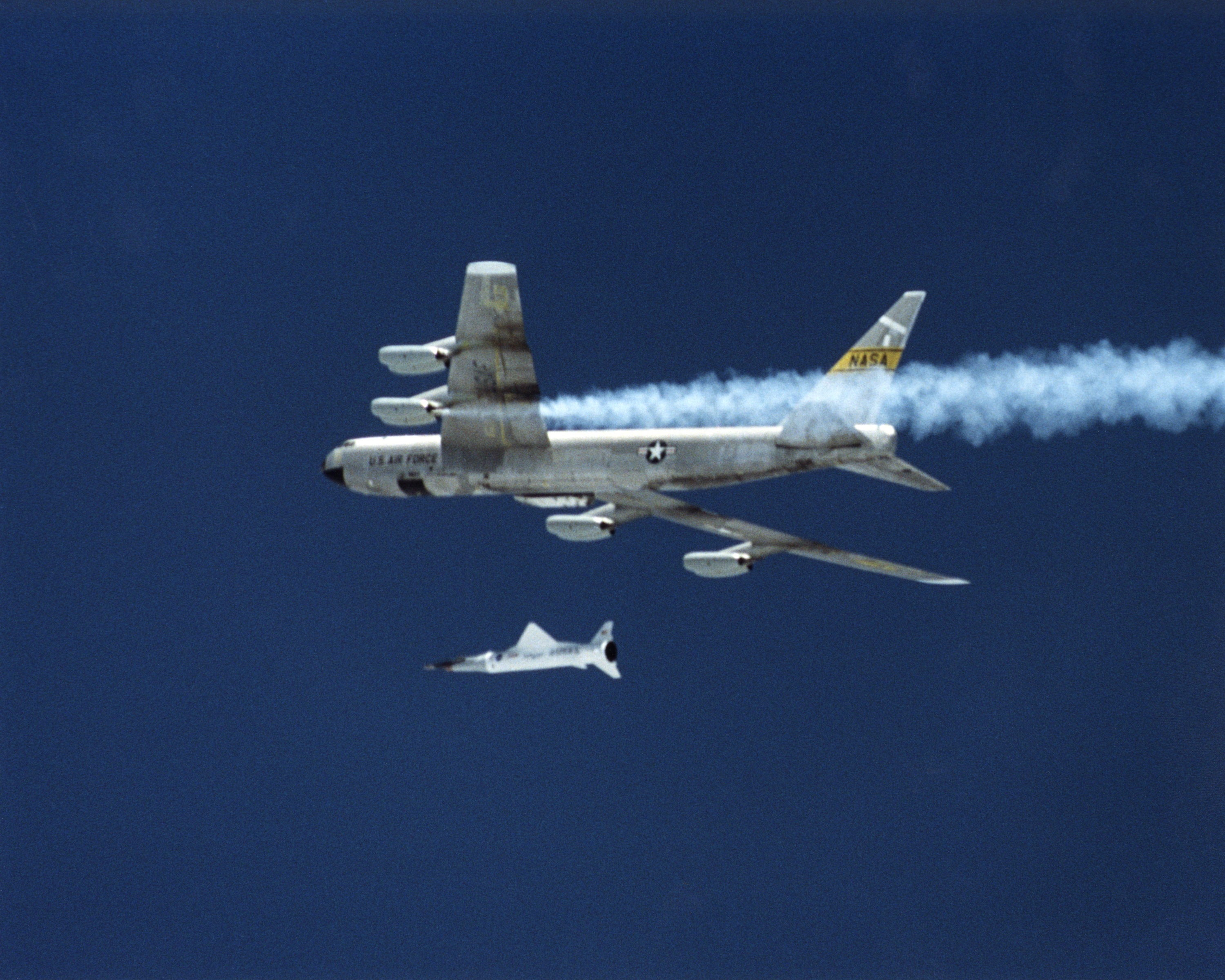
Гиперзвуковой экспериментальный аппарат Boeing X-43 стартует из-под крыла носителя B-52 Stratofortress

Первые попытки реального создания воздушных авианосцев начались с момента появления первых цеппелинов, наводивших своими размерами на мысль о том, что на них вполне могут базироваться самолёты, имевшие в то время как крошечные размеры, так и ничтожную дальность полёта, сильно ограничивавшую их применение. В попытках развить эту идею в 1930-е годы, вплоть до катастрофы Гинденбурга, шли эксперименты по их созданию, и даже было введено в строй несколько летающих авианосцев. При «взлёте» с воздушного авианосца биплан опускался вниз на специальном кране из открытого люка идущего полным ходом дирижабля, после чего отцеплялся и летел самостоятельно. При «посадке» те же самые действия происходили в обратном порядке: биплан, уравняв свою скорость со скоростью дирижабля, идущего полным ходом, цеплялся за крюк специального крана, после чего затягивался внутрь люка.
После отказа от военного применения дирижаблей (впрочем отказ был неполным, и дирижабли продолжали, пусть и в незначительном количестве, числиться в составе ВВС различных стран) в качестве перспективного носителя для истребителей стали всерьёз рассматривать тяжёлые самолёты-бомбардировщики с размещением истребителей вместо бомбовой нагрузки. Однако на этом пути имелась существенная проблема — существовавшие на то время бомбардировщики, несмотря на их большие размеры, были всё же слишком малы для современных им истребителей, в связи с чем возникла концепция сверхмалых истребителей, именуемых паразитами (по аналогии с паразитами птиц — Hippoboscidae, живущих в оперении и способных летать), и был построен ряд экспериментальных истребителей, предназначенных для базирования на бомбардировщиках. С появлением самолётов-топливозаправщиков, доказавших свою эффективность в боевых операциях, подобные разработки были прекращены. Поскольку из-за своих недостаточных размеров бомбардировщики, в отличие от дирижаблей, не могли служить летающими аэродромами, отчего главным предназначением воздушных авианосцев на основе бомбардировщиков было увеличение дальности полёта истребителей, в чём топливозаправщики явно эффективнее. Однако, воздушные авианосцы стали толчком к идее крылатых ракет, являющихся фактически беспилотными реактивными самолётами-камикадзе, базирующимися на ракетоносцах.

## Первая мировая война

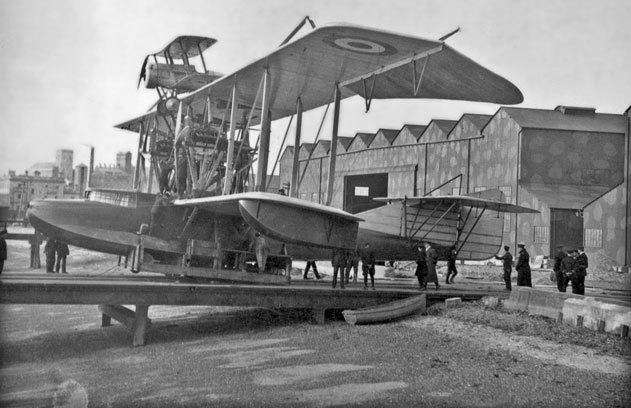
Porte Baby с прикреплённым истребителем Bristol Scout

Для борьбы с германскими дирижаблями Zeppelin в Великобритании был создан «составной самолёт»: летающая лодка Porte Baby, специально дооборудованная для использования в качестве носителя истребителя Bristol Scout (он крепился к верхнему крылу). 17 мая 1916 года в районе Харвича истребитель Bristol Scout был поднят на борту Felixstowe Porte Baby на высоту 305 м, где отделился от носителя и ушёл в самостоятельный полет, а затем совершил посадку на аэродроме. Эксперимент был признан успешным, но дальнейшие работы по проекту были прекращены.
В конце 1917 года немцы начали реализацию проектов, призванных защитить цеппелины от британских истребителей. Несущие возможности больших цеппелинов позволили рассмотреть идею о том, что дирижабль может сам нести своё истребительное сопровождение. На авиабазе в Ютербоге на нижней поверхности цеппелина L-35 был установлен специальный крюк, на который цеплялся истребитель «Альбатрос» D.III. 26 января 1918 года L-35 поднялся в воздух. На высоте 1380 м самолёт отцепился, со снижением отлетел от дирижабля и благополучно приземлился.
Летом 1918 года британский дирижабль R.23 использовался в качестве носителя истребителя Сопвич Кэмел 2F.1.

## Межвоенный период
12 декабря 1918 года дирижабль ВМС США С-1 поднялся в воздух, неся на внешней подвеске под гондолой армейский биплан Кертисс JN4. В воздухе самолёт был отцеплен и продолжил дальнейший полёт самостоятельно.
В межвоенный период были построены два самых крупных в истории летающих авианосца — специализированные дирижабли флота США «Акрон» и «Мейкон». Уступая объёмом лишь «Гинденбургу», эти воздушные корабли создавались как дальние разведчики, несущие на борту по 4 истребителя. Предполагалось, что при меньшей стоимости, дирижабли смогут эффективно заменять более дорогие крейсера.
Из-за недостатка у США опыта в постройке крупных дирижаблей, оба воздушных корабля погибли в воздухе, из-за недостаточной прочности конструкции.
В 1941 году планировалась постройка дирижабля-авианосца нового поколения, рассчитанного на ношение 12 пикировщиков и предназначенного для дальнего морского патрулирования, но в связи с началом Второй Мировой войны проект не получил развития

## Вторая мировая война

### Проект «Звено»
Проект «Звено» (в обиходе у летчиков и авиаспециалистов он также получил прозвище «Цирк Вахмистрова») разрабатывался в СССР в начале 1930 годов. В качестве носителей использовались тяжёлые бомбардировщики ТБ-1, и ТБ-3 c моторами М-17. В начале 40х годов было создано более совершенное Звено-СПБ или ТБ-3 СПБ (СПБ-составной пикирующий бомбардировщик). Звено-СПБ было принято на вооружение ВМФ СССР и принимало участие в Великой Отечественной войне.

#### Звено-СПБв боевых условиях
Боевое крещение «Звена- СПБ», состоялось 26 июля 1941 года, когда после ряда неудач обычных бомбардировщиков, безуспешно пытавшихся разбомбить Мост Карла I на Дунае, было решено использовать авианосцы, и для проверки было дано задание разбомбить «СПБ» нефтехранилище в Констанце . Задание было успешно выполнено — цель поражена без потерь, в ходе авиаудара истребители-бомбардировщики отсоединились с грузом бомб от носителей на расстоянии 40 км от цели и после поражения цели вернулись на аэродром в Одессе, где дозаправились и вернулись в Евпаторию своим ходом.
В связи с успешной демонстрацией возможностей Звена- СПБ 10 августа 1941 был совершён авианалёт на основную цель — мост Карла I на Дунае, через который, помимо войск, проходил также и нефтяной трубопровод Плоешти-Констанца. Для этого истребители дополнительно оснастили 95-литровым топливным баком, чтобы получить дополнительные 35 минут полёта. Атака производилась тремя носителями, но в одном из них случилась поломка, и он был вынужден вернуться назад, остальные выпустили истребители-бомбардировщики в 15 км от румынского берега. Истребители-бомбардировщики совершили успешную атаку в пике с высоты 1800 м и вернулись назад без потерь. Повторный авиарейд состоялся через два дня — 13 августа 1941 года, в этот раз поломки носителей не было и истребители-бомбардировщики смогли уничтожить мост. И, нанеся на обратном пути удар по румынской пехоте возле Сулина, вернулись назад без потерь.
В тот день (13 августа 1941) В. Вахмистров обратился к генералу Коробкову с просьбой рассмотреть вопрос об увеличении количества носителей. Но получил отказ, мотивированный тем, что ТБ-3 данной модификации снят с производства.

Ответ генерала Коробкова:
ВВС ВМФ имеют 12 самолётов ТБ-34АМ-34РН, из коих 5 самолётов уже оборудованы подвесками инж. Вахмистрова. Оставшиеся 7 самолётов считаю более целесообразным использовать в качестве транспортных. На получение хотя бы 10 самолётов ТБ-34АМ-34РН от ВВС КА рассчитывать нельзя, так как эти самолёты сняты с производства ещё в 1937 г. и выпущены были в весьма ограниченном количестве (около 150 шт.).

После этой операции в строй было решено ввести ещё два носителя из 6 имеющихся в эскадрилье (так что в строю стало 5 носителей). Через два дня (16 августа 1941 года) адмирал Н. Кузнецов попросил Сталина о новой партии носителей. В просьбе было отказано в связи с тем, что большая часть ВВС СССР была уничтожена в первые дни войны, а ТБ-3 не производись с 1937 года. На следующий день после просьбы адмирала Кузнецова (17 августа 1941 года) эскадрилья, которая теперь насчитывала 5 носителей в строю, разбомбила сухой док в Констанце.
Первые потери эскадрилья понесла 28 августа 1941 года, потеряв во время налёта на мост через Днепр в районе Запорожья один из истребителей.
29 августа 1941, во время повторного авианалёта на мост через Днепр, четыре И-16 были перехвачены истребителями Messerschmitt Bf.109. И хотя бой завершился двумя сбитыми «мессершмиттами», в целом И-16 не могли в воздушных боях успешно тягаться с новейшими «мессершмиттами», а ТБ-3 были слишком уязвимы. В 1942 «Звено-СПБ» совершили не менее чем 30 вылетов.
Капитан Шубиков не вернулся из боя 2 октября 1941 года, во время штурмовки Ишуньских позиций на И-16.

### Самолёт-снаряд «Йокосука MXY7 Ока»

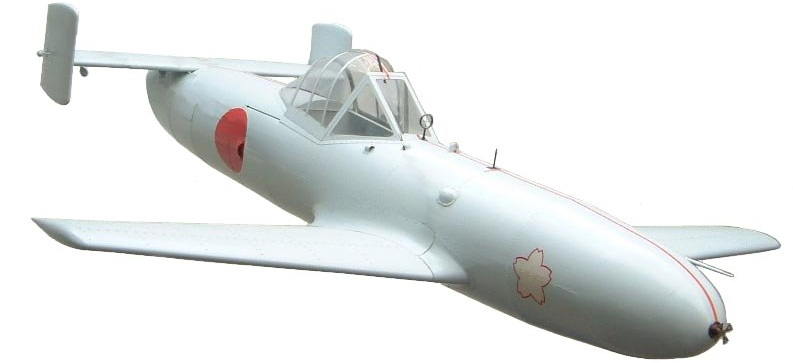
Ohka Model 11 replica at the Yasukuni Shrine

После поражения в битве у атолла Мидуэй 4 июня 1942 года Япония начала терять инициативу в войне на Тихом океане. Были разработаны новые типы вооружений камикадзе, включая пилотируемые крылатые бомбы «Йокосука MXY7 Ока».
Yokosuka MXY-7 Ohka (櫻花 «цветок вишни») был специально построенный реактивный самолёт камикадзе, используемых в Японии в конце Второй мировой войны.
Это была пилотируемая крылатая ракета, подвешиваемая под самолёт-носитель Mitsubishi G4M «Betty», Yokosuka P1Y Ginga «Frances» (управляемый Type 22) или проектируемый тяжёлый бомбардировщик Nakajima G8N Renzan «Rita» (транспортный тип 43A/B) для доставки в район цели; после отцепки, пилот вначале планировал к цели, и приблизившись на достаточное расстояние, включал ракетный двигатель «Ока» и направлял ракету к кораблю, который он собирался уничтожить. Окончательный подход практически невозможно было остановить (особенно для типа 11), так как самолёты достигали огромной скорости (примерно 900 км/ч). Снаряды «Ока» не отличались манёвренностью.
Большинство из них уничтожалось зенитным огнём. Снаряды «Ока» вызвали сотни безрезультатных смертей камикадзе, за что их прозвали «Бака» (дурак) (по другой версии, название «Бака» было введено американской пропагандой; во всяком случае, в американских пособиях эти самолёты-снаряды именовались только «Бака»).

### Германские проекты

#### Проект фирмы BMW
В конце войны в Германии рассматривался проект воздушного авианосца, предложенный фирмой BMW. На немецком название проекта означает «Скоростной бомбардировочный транспортёр».
В этом проекте использовался реактивный самолёт-носитель с не убирающимся шасси и скоростью порядка 700 км/ч.
Было два варианта используемых самолётов-«паразитов». В первом варианте это был скоростной ракетный бомбардировщик с нагрузкой до 15 т бомб. По проекту он отделялся от самолёта-носителя, который возвращался на базу, и, сбросив бомбы на цель, летел обратно до полной выработки топлива.
Во втором варианте под самолёт-носитель подвешивались пять управляемых бомб наподобие MXY7 Oka. В отличие от других немецких проектов управляемых снарядов (например, Райхенберг IV — вариант ракеты V-1 с кабиной пилота) в данном проекте выживание пилотов не предусматривалось.

#### Проект фирмы Arado

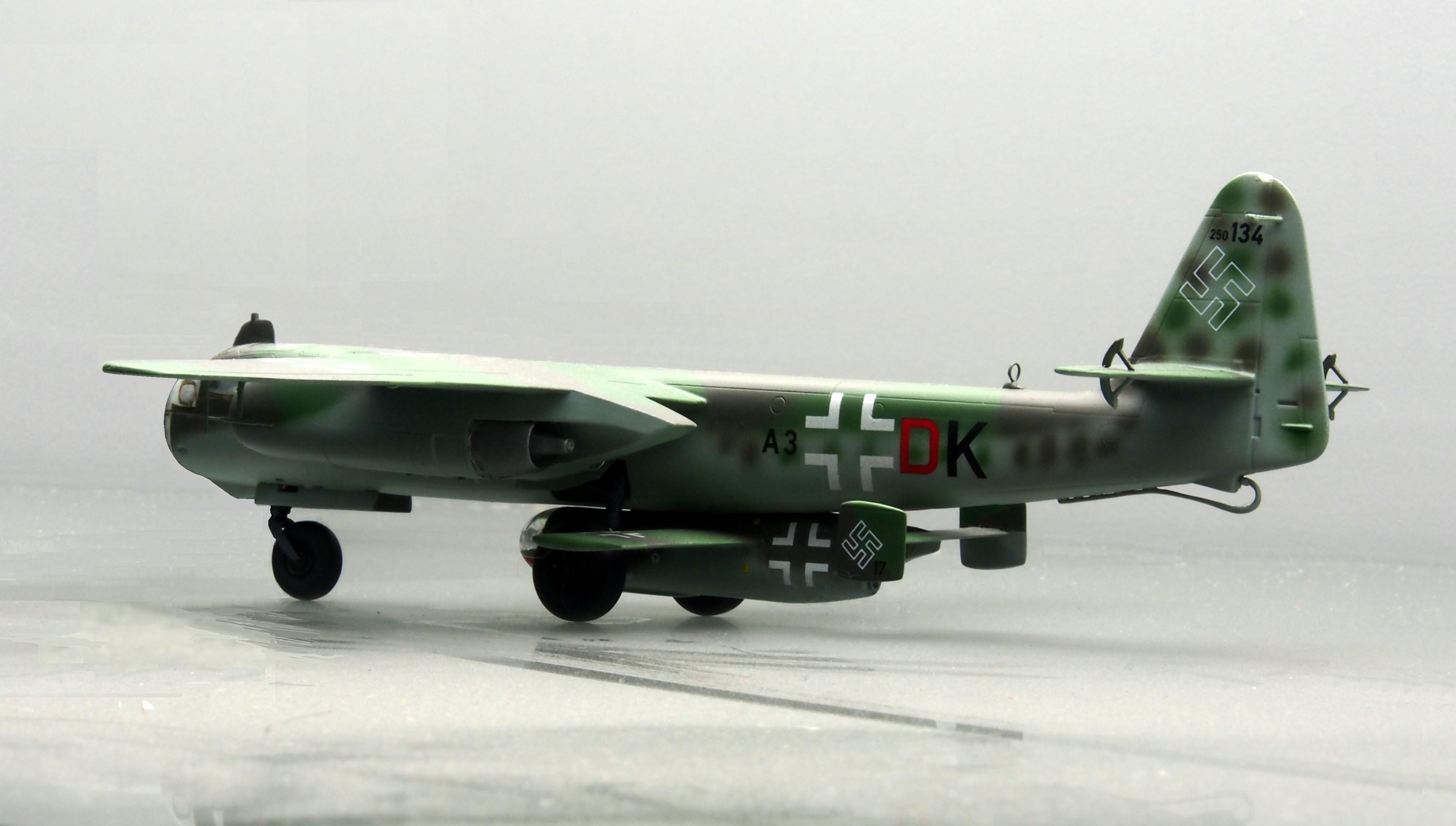
Модель Arado Ar 234 Blitz с подвешенным истребителем Arado E.381

В декабре 1944 года фирма Arado предложила проект «паразитного» истребителя Arado E.381 с жидкостным ракетным двигателем для подвески под реактивный бомбардировщик Arado Ar 234 и предназначенный для атаки бомбардировщиков на высокой скорости с последующей посадкой в планирующем режиме и посадкой на выдвижную лыжу. Проект не был завершён из-за отсутствия интереса со стороны заказчиков.

## Холодная война

### Проект «Гоблин»
Программа «Гоблин» разрабатывалась в рамках создания межконтинентального бомбардировщика Convair B-36. Традиционная доктрина прикрытия бомбардировщиков истребителями натолкнулась на сложности с созданием в 1946—1950 гг. реактивного истребителя с достаточным радиусом действия для прикрытия межконтинентальных бомбардировщиков.
В попытке создать систему воздушного прикрытия, была предложена концепция ношения очень лёгкого истребителя в бомболюке тяжёлого бомбардировщика. Предполагалось, что в каждой эскадрилье B-36 будет несколько воздушных авианосцев, несущих до 4 истребителей.
Созданный в рамках программы истребитель McDonnell XF-85 Goblin был своеобразной машиной с длиной всего около 4,5 метров, размахом крыльев до 6,5 метров и массой не более 1700 кг. Истребитель развивал скорость до 1090 км/ч и мог оперировать на высотах до 14,5 км. Хотя эксперименты доказали высокие лётные качества истребителя, программа была остановлена, так как сложности со стыковкой истребителя с самолётом-носителем так и не были удовлетворительно решены, а по лётным характеристикам он уже уступал наиболее современным моделям.

В 1949 году программа была закрыта. ВВС США сочли, что при низкой плотности ПВО (характерной для Сибири 1950-х) при трансполярных атаках с баз в Канаде и Гренландии, истребительное прикрытие для B-36 не так уж и нужно. Было решено, что ложные мишени-имитаторы, запускаемые вместе с бомбардировщиками, и позволяющие рассредоточить истребительное прикрытие на атаки ложных целей, более эффективны чем пилотируемые истребители.

### Проект FICON
Проект FICON заключался в переноске истребителей RF-84K (модификация F-84) в бомбовом отсеке Convair B-36, с последующим запуском и возможностью обратного приёма на борт. При этом главным отличием от RF-84F стало изменение горизонтального хвостового оперения, чтобы самолёт мог поместиться к бомбовом отсеке; также сверху носа был приделан буксировочный крюк. В остальном модель ни ничем не отличалась от RF-84F.
Всего было построено 25 самолётов RF-84K.

### Проект «Tom-Tom»

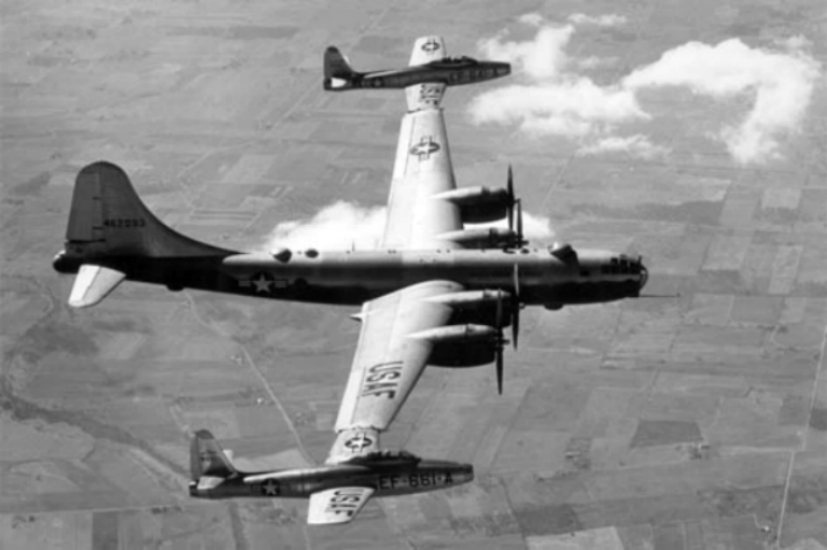
Боинг B-29 с истребителями EF-84Bs

Ещё более причудливой разработкой, связанной с проектом FICON, был проект «Tom-Tom». Первый «Tom-Tom» состоял из специально доработанного EB-29A (серийный номер 44-62093) и двух EF-84B (серийные номера 46-0641 и 46-0661). Истребители должны были быть пристыкованы к бомбардировщику с использованием гибких креплений между законцовками крыльев самолётов и должны были буксироваться кораблём-маткой для увеличения их радиуса действия. Не удивительно, что система показала себя опасной из-за мощных завихрений, сходящих с законцовок крыла бомбардировщика, которые вызывали сильнейшие крены истребителей.
24 апреля 1953 года B-29 и один из самолётов F-84 потерпели трагическую катастрофу; выживших не было.
Параллельно разрабатывалась аналогичная конфигурация с использованием RB-36F, до этого участвовавшего в начальном этапе испытаний FICON и двух RF-84F (серийные номера 51-1848 и 51-1849). Самолёты были состыкованы консоль-в-консоль с использованием шарнирных рычагов и замков. Хотя были проведены несколько удачных стыковок в 1953 году, турбулентность и спутные струи продолжали представлять серьёзную проблему. Так, в конце 1953 года RF-84F был практически оторван от RB-36; все самолёты успешно приземлились, но концепцию посчитали слишком опасной. Разработки в области дозаправки в воздухе в то время обещали более безопасный путь увеличения дальности истребителей и Проект Tom-Tom был аннулирован.

### Проект РС
30 июля 1955 года вышло постановление Совета Министров СССР о начале работ над составной ударной стратегической системой, состоящей из сверхзвукового бомбардировщика PC разработки ОКБ-256 Главного конструктора П. В. Цыбина и самолёта-носителя Ту-95Н. Предполагалось, что до момента отделения PC будет размещаться в полуутопленном положении в грузоотсеке Ту-95Н на специальной подвеске. После отделения ударный самолёт должен был разгоняться до крейсерской скорости 3000 км/ч. Его возвращение на борт Ту-95Н не предусматривалось. Радиус действия системы должен был обеспечивать поражение целей в США без захода самолёта-носителя в активную зону поражения средств американской ПВО, а дальность полёта самолёта-носителя и подвесного самолёта — их возвращение на базы в СССР или их союзников.
Самолёт РС был самолётом обычной аэродинамической схемы с рекордно тонким (С=2,5 %) трапециевидным крылом малого удлинения с двумя прямоточными воздушно-реактивными двигателями (ПВРД) на концах. Под его фюзеляжем в полуутопленном положении размещалась атомная бомба 244Н. Собственная дальность полёта PC по расчётам не превышала 7500 км, поэтому предусматривалось применение воздушного старта с самолёта-носителя Ту-95Н (на удалении до 4000 км от цели) с последующим набором высоты и разгоном до 3000 км/ч с помощью двух спаренных ускорителей с ЖРД и крейсерский полёт на маршевых СПВРД (РД-013 тягой по 4400—4500 кгс). расчётная суммарная дальность полёта PC составляла 12 500 — 13 500 км.
В дальнейшем выяснилось, что ядерная бомба весом не менее 3000 кг в сочетании с необходимостью размещения на борту пилота со всеми необходимыми системами жизнеобеспечения для полёта продолжительностью несколько часов не позволяют уложиться в заданные ограничения по массе. PC перепроектировали (варианта 2РС) в стратегический разведчик для ведения оперативной разведки на возможном театре военных действий и в тылу вероятного противника.
Подвеска PC потребовала значительного изменения конструкции фюзеляжа и ряда агрегатов Ту-95 (речь шла о грузе массой 30—40 т с достаточно большими габаритами). В 1958 году готовый самолёт-носитель перелетел на аэродром ЛИИ, однако Совмин принял решение о прекращении работ над системой PC.
В 1960-х годах Ту-95Н был передан в музей ВВС в Монино.

## Boeing 747 Airborne Aircraft Carrier
В начале 1970-х годов компания «Боинг» провела исследование в рамках контракта с ВВС США для воздушного авианосца на срок до 10 «истребителей» Boeing модели 985—121 с возможностью пуска, извлечения, перевооружения и дозаправки микро-истребителей. Боинг полагал, что схема сможет предоставить гибкую и быструю платформу для операторов связи с глобальным охватом, особенно там, где другие базы недоступны. Модифицированные версии Boeing 747-200 и Lockheed C-5A считались базовыми самолетами. Концепция, которая включала в себя дополнительную версию 747 AWACS с двумя разведывательными «микро-истребителями», была признана технически осуществимой в 1973 году.
По замыслу проекта, воздушные авианосцы на базе Boeing-747 должны были быть не только более дешёвыми в эксплуатации и обслуживании за весь жизненный цикл изделия, но и намного более живучими и массовыми, нежели их океанские собратья. Несмотря на то, что данный проект воздушного авианосца был не только перспективным, но и реализуем, дальнейшие работы по проекту были свёрнуты.
Как ни странно, но именно Boeing удалось ближе всего подойти к созданию полноценного летающего авианосца, нежели программам, подразумевающим только сопровождение бомбардировщиков.
«Airborne aircraft carrier» был способен производиться массово (Для сравнения, стоимость одного авианосца Gerald Ford составляет 12,8 млрд долларов США. В то же время, оценочная стоимость 1 самолёта Boeing 747-400 AAC (Переделанного в носитель) составляет ~250 миллионов долларов США. То есть 51 летающий авианосец, по цене 1 классического или же 510 легких истребителей против 90.), а также, полностью перекрыть необходимость США в дальнем перехвате стратегических бомбардировщиков. Ведь, за цену 10 классических авианосцев, могло быть построено 510 летающих, авиакрыла которых хватило бы, что бы непрерывно патрулировать (Совместно с самолётами системы AWACS) на крупном удалении воздушные границы США, заблаговременно обнаруживая самолёты или корабли вероятного противника, а также проводить крупные воздушные наступательные операции в любой точке мира (Не снижая защищённость территории США от вероятного удара), в кротчайший срок. (Скорость перемещения в нужный сектор пространства у летающего авианосца во много раз выше классических кораблей)
Явным достоинством данного проекта является то, что AAC был способен использовать обычные аэродромы, тем самым упрощая логистику и обслуживании самолётов.
Несмотря на то, что капительный ремонт истребителя на борту AAC был невозможен, возможность использования наземных аэродромов, для ремонта и пополнения боезапаса истребителей (Топливо может пополняться в полёте, при помощи воздушных танкеров), решало эту проблему.
Единственный минус подобной системы — это невозможность использования существующие модели истребителей, хотя, программа подразумевала создание собственных «микро-истребителей».
Касательно характеристик «микро-истребителей» AAC ничего неизвестно, однако, учитывая то, что подобным машинам не нужно много топлива для осуществления тех же задач, что и обычным истребителям, во всём остальном конструктивно это самые обычные легкие истребители, по типу F-16 или F-18. Хотя, из-за ограничения грузоподъёмности платформы, очевидно, что бомбовая нагрузка для атаки наземных целей у таковых аппаратов меньше.

## Возрождение идеи
По сообщению газеты The Washington Post в Управлении перспективного планирования научно-исследовательских работ Министерства обороны США (DARPA) рассматривается проект использования тяжёлого военно-транспортного самолёта (например, Lockheed C-130 Hercules) или бомбардировщика (B-52 Stratofortress или B-1B Lancer) в качестве авиаматки для базирования множества беспилотных летательных аппаратов (дронов). 
Лётные испытания БПЛА X-61A, разрабатываемых компанией Dynetics в рамках проекта «Gremlins», DARPA провело в декабре 2020 года.

## Реально существовавшие воздушные авианосцы и самолёты для них
- R33
- USS Akron (ZRS-4) и USS Macon (ZRS-5) (Curtiss F9C Sparrowhawk)
- FICON project[англ.]
- Проект "Звено"